# Jarmila Škorcová-Svršková
Jarmila Škorcová-Svršková, rozená Jarmila Škorcová (* 2. června 1937), byla česká a československá politička a poúnorová bezpartijní poslankyně Národního shromáždění ČSSR.

## Biografie
Ve volbách roku 1960 byla zvolena do Národního shromáždění ČSSR za Východočeský kraj jako bezpartijní kandidátka. V Národním shromáždění zasedala až do konce volebního období parlamentu, tedy do voleb v roce 1964.